# البيرت زوهمنغماويا
البيرت زوهمنغماويا (9 يناير 1991 بميزورام في الهند - ) هو لاعب كرة قدم هندي في مركز الوسط. لعب مع نادي أيزاول.

## وصلات خارجية
- البيرت زوهمنغماويا على موقع قاعدة بيانات كرة القدم.إي يو (الإنجليزية)
- البيرت زوهمنغماويا على موقع Soccerway.com (الإنجليزية)